# Nävlinge distrikt
Nävlinge distrikt är ett distrikt i Hässleholms kommun och Skåne län. 
Distriktet ligger sydost om Hässleholm. 

## Tidigare administrativ tillhörighet
Distriktet inrättades 2016 och utgörs av socknen Nävlinge i Hässleholms kommun.
Området motsvarar den omfattning Nävlinge församling hade vid årsskiftet 1999/2000.